# Colli del Trasimeno rosso scelto
Le Colli del Trasimeno rosso scelto est un vin rouge de la région Ombrie doté d'une appellation DOC depuis le 13 janvier 1972. Seuls ont droit à la DOC les vins récoltés à l'intérieur de l'aire de production définie par le décret.
Le vin rouge du Colli del Trasimeno rosso scelto répond à un cahier des charges plus exigeant que le Colli del Trasimeno rosso, essentiellement en relation avec le rendement et l’encépagement.
Voir aussi les articles Colli del Trasimeno rosso frizzante et Colli del Trasimeno rosso novello. 

## Aire de production
Les vignobles autorisés se situent en province de Pérouse près du Lac Trasimène dans les communes de Castiglione del Lago, Città della Pieve, Paciano, Piegaro, Panicale, Pérouse, Corciano, Magione, Passignano sul Trasimeno et Tuoro sul Trasimeno.

## Caractéristiques organoleptiques
- couleur : rouge rubis  plus ou moins intense avec des reflets violacées.
- odeur : vineux, parfumé, intense
- saveur : sec, harmonique, plein, bien structuré

Le Colli del Trasimeno rosso scelto se déguste à une température de 14 à 16 °C et il se garde 3 – 5 ans.

## Production
Province, saison, volume en hectolitres :
- pas de données disponibles